# Reflux faringolaringi
El reflux faringolaringi (RFL) es refereix al flux retrògrad del contingut gàstric al tracte aerodigestiu, el que provoca una varietat de símptomes, com tos, ronquera, i sibilacions, entre d'altres.
Malgrat que la cremor gàstrica és el símptoma primari en persones en la malaltia per reflux gastroesofàgic (MRGE), l'acidesa és present en menys del 50% dels pacients amb LPR. Altres termes utilitzats per descriure aquest trastorn inclouen reflux atípic, i reflux supraesofàgic.

## Signes i símptomes
Els símptomes són el resultat de l'exposició del tracte aerodigestiu superior al suc gàstric. Això pot causar una varietat de símptomes, com ronquera, degoteig posterior del nas, mal de coll, dificultat per empassar, sibilacions, tos crònica, faringitis. Algunes persones amb RFL té cremor d'estómac, mentre que d'altres no en tenen o en tenen poc.

## Tractament
És generalment el mateix que per la MRGE.